# Mobula eregoodootenkee
Mobula eregoodootenkee е вид хрущялна риба от семейство Орлови скатове (Myliobatidae). Видът е почти застрашен от изчезване.

## Разпространение и местообитание
Разпространен е в Австралия (Западна Австралия, Куинсланд и Северна територия), Виетнам, Джибути, Египет, Еритрея, Йемен, Индия, Индонезия, Иран, Катар, Кения, Кувейт, Мадагаскар, Малайзия, Мианмар, Мозамбик, Обединени арабски емирства, Оман, Пакистан, Папуа Нова Гвинея, Саудитска Арабия, Сомалия, Судан, Тайланд, Танзания, Филипини, Шри Ланка и Южна Африка.
Обитава крайбрежията на океани, морета и заливи в райони с тропически климат.